# بوني إريكسون
بوني إريكسون (بالإنجليزية: Bonnie Erickson)‏ هي مصممة أزياء تقليدية أمريكية، ولدت في القرن العشرين في أنوكا في الولايات المتحدة.

## وصلات خارجية
- بوني إريكسون على موقع IMDb (الإنجليزية)
- بوني إريكسون على موقع قاعدة بيانات الفيلم (الإنجليزية)